# Міжнародна премія імені Івана Франка

Знак лауреата Міжнародної премії імені Івана Франка

Міжнародна премія імені Івана Франка — заснована 2015 року Міжнародним фондом Івана Франка, надається за наукові відкриття, здобутки та заслуги науковців світу у галузі україністики та соціально-гуманітарних наук.
Премія визнана у 10 країнах світу.
Премія важлива для української гуманітаристики, оскільки за її здобуття змагаються історики, мовознавці, літературознавці, правники, філологи та представники інших наук. Вона також важлива для розбудови україністики в світі, тому що дозволяє побачити, де ще, крім України, є україністичні центри.

## Загальний опис
Премія заснована для сприяння всеохоплюючому вивченню творчої, наукової, громадської діяльності Івана Франка і спонукання вчених з різних країн світу до проведення досліджень у галузі соціально-гуманітарних наук та україністики, що увиразнюють гуманістичний, національний, духовний, державотворчий сенс для пізнання та утвердження наукової і культурної спадщини України у світовому контексті.
Премія вручається щороку 27 серпня — у день народження Івана Яковича Франка.
Кожен лауреат отримує грошову винагороду, золоту медаль із зображенням Івана Франка і диплом.
Міжнародне журі премії визначається членами Правління та членами Міжнародної ради експертів Фонду.
На здобуття Премії роботи науковців подають академічні установи, вищі навчальні заклади України та країн світу, з якими Україна має дипломатичні відносини, а також лауреати Премії попередніх років. Одна й та сама особа може бути лауреатом Премії лише один раз.
Преміальний фонд формується за рахунок благодійних внесків.
Станом на травень 2021 року, за 6 років існування на премію претендували 107 науковців і 11 авторських колективів з України, Австрії, Італії, Канади, Великої Британії, Німеччини, США, Фінляндії, Іспанії, Грузії, Ізраїлю, Польщі та Сербії.

## Знак лауреата
Окрім грошової винагороди, лауреатам премії вручається диплом і нагрудний золотий знак Лауреата (медаль).
На знаку лауреата викарбувано слова Івана Франка: «Я син народу, що вгору йде».
Знак має форму круглої медалі з вушком діаметром 30 мм. Знак виготовляється із золота 375 проби як proof-like і має вагу 24 грами. Ткана стрічка у синьо-жовтих тонах з елементом традиційної вишивки кріпиться на металевій вставці із зображенням пера та лаврового листка.
Для визначення ескізу знаку проводився конкурс. Переміг ескіз, автором якого є канадський художник українського походження Олег Лесюк — голова Української спілки образотворчих мистців Канади, член Національної спілки художників України і Асоціації скульпторів Канади.

## Перший лауреат
1 квітня 2016 Фонд завершив прийом документів на премію 2016 року. Стали відомі 10 номінантів — по 5 у двох номінаціях, що претендуватимуть на перемогу.
Потім Міжнародна рада експертів визначила п'ять наукових робіт, які претендували на здобуття премії.
Першим лауреатом премії став архієпископ-емерит, колишній глава УГКЦ Любомир Гузар з науковою монографією "Андрей Шептицький Митрополит Галицький (1901—1944) провісник екуменізму". Свою монографію англійською мовою Блаженнійший Любомир захистив у 1972 році Римі у Папському університеті Urbaniana. Перекладена і опублікована робота була у 2015 році у Львові.
Розмір призового фонду у 2016 році становив п'ятсот тисяч гривень.
Премія була урочисто вручена 27 серпня 2016 у місті Дрогобичі. Оскільки Любомир Гузар не зміг прибути на церемонію, він уповноважив прийняти нагороду, а відтак від його імені зачитати подячне слово, владику Ярослава, єпископа Самбірсько-Дрогобицького УГКЦ.
30 серпня 2016 року в резиденції Блаженнішого Любомира відбулося вручення премії особисто лауреатові. Золоту медаль лауреата, сертифікат та грошову винагороду Любомирові Гузару вручив Роланд Франко, онук Івана Франка.

## Лауреати 2017
У 2017 році на здобуття міжнародної премії імені Івана Франка було подано 21 наукову роботу. Рада експертів обрала шість робіт-номінантів, зокрема один авторський колектив.
Цьогорічних лауреатів визначили 24 червня у ході засідання журі премії Івана Франка в Інституті славістики Віденського університету. Цього року до складу журі увійшли 12 вчених з університетів України, Австрії, Чехії, Польщі та США.
Відомий мовознавець, професор Інституту славістики Віденського університету Міхаель Мозер став лауреатом міжнародної премії імені Івана Франка у 2017 році, книга Мозера «Нові причинки до історії української мови» була визнана найкращою у номінації «За вагомі здобутки (досягнення) у галузі україністики».
У номінації «За вагомі досягнення у галузі соціально-гуманітарних наук» лауреатом визнано почесного професора Львівського національного університету імені Івана Франка, академіка Олега Шаблія з його науковою роботою «Суспільна географія».
27 серпня 2017 року відбулося відзначення 161-ї річниці від Дня народження Івана Франка та нагородження лауреатів Міжнародної премії імені Івана Франка 2017 року. Переможці премії імені Івана Франка отримали грошову винагороду (у 2017 році призовий фонд становив 500 тисяч гривень) та золоті знаки лауреатів.

## Лауреати 2018
Журі міжнародної премії імені Івана Франка 22 червня на засіданні в Інституті славістики Віденського університету (Австрія) визначило лауреатів 2018 року.
У 2018 році до складу міжнародного журі Премії увійшло 12 вчених з університетів України, Австрії, Італії, Словаччини та Польщі.
У номінації «За вагомі досягнення у галузі соціально-гуманітарних наук» лауреатом міжнародної премії імені Івана Франка 2018 року став Йоганнес Ремі, із Гельсінського університету, за працю «Брати чи вороги: Український національний рух та Росія, з 1840-х до 1870-х років».
У номінації «За вагомі досягнення у галузі україністики» перемогу здобула монографія «…І остання часть дороги. Іван Франко в 1908—1916 роках» авторства докторки філологічних наук Ярослави Мельник, яка працює в Українському католицькому університеті.

## Лауреат 2019
У 2019 році на здобуття Премії було подано 27 наукових робіт з 22 університетів: Канади, Італії, Сербії та України. Міжнародна рада експертів визначила шістьох номінантів Міжнародної премії ім. Івана Франка 2019 року.
Докторка філології Міланського університету Марія Грація Бартоліні стала лауреаткою міжнародної премії імені Івана Франка 2019 року. Зазначається, що монографія Бартоліні «Пізнай самого себе. Неоплатонічні джерела в творчості Г. С. Сковороди» здобула перемогу в номінації «За вагомі досягнення у галузі україністики». Лауреата визначило міжнародне журі премії 28-29 червня в Інституті славістики Віденського університету (Австрія). В іншій номінації премію присуджено не було, оскільки жодна із представлених монографій не набрала необхідну кількість балів.
27 серпня 2019, у 163-тю річницю від дня народження Івана Франка, у Дрогобичі відбулася VI урочиста церемонія нагородження лауреатів премії.

## Лауреат 2020
У 2020 році на здобуття Міжнародної премії імені Івана Франка було подано 19 наукових робіт. За перемогу змагалися вчені з України, Канади та США. Найвищу відзнаку в галузі гуманітаристики отримав доктор історичних наук, професор кафедри історії України Полтавського національного педагогічного університету імені В. Г. Короленка Сердюк Ігор Олександрович. Премія, за визначенням журі, присуджена за монографію переможця «Маленький дорослий: Дитина й дитинство в Гетьманщині XVIII ст.» 
27 серпня у 164-річницю від дня народження генія української нації  Івана Франка у Дрогобичі відбулася п'ята урочиста церемонія нагородження лауреата однойменної Міжнародної премії.

## Лауреат 2021
У 2021 році на здобуття Міжнародної премії імені Івана Франка було подано 26 наукових робіт. Лауреатом Премії обрано доктора історичних наук, професора Дрогобицького педагогічного університету імені Івана Франка Леоніда Тимошенка.

## 2023
У 2023 найвищу відзнаку в галузі гуманітаристики здобув доктор філологічних наук, завідувач відділу франкознавства Інституту Івана Франка НАН України Микола Легкий. Нагороду присудили за монографію «Проза Івана Франка: поетика, естетика, рецепція в критиці».

## 2024
Переможцем став кандидат історичних наук, доцент Київського національного університету імені Тараса Шевченка, публіцист, дослідник Олексій Сокирко. Премія присуджена за монографію «Козацький Марс: Держава та військо Козацького Гетьманату в добу Мілітарної революції, 1648–1764» (Київ: Темпора, 2023).

## Меценати
2019 року Міжнародну премію ім. Івана Франка підтримали: Міжнародний фонд «Відродження» СПА-готель «RESPECT», Мирослав Хомяк, отець Богдан Матвійчук та Українська православна церква Великобританії, родина Івана Франка з Торонто, родина Тараса Багрія з Торонто, родина Ярослава Гарасима, Валентин Наливайченко, Маркіян Лубківський, Роман Недзельський, Володимир Бугров, Олег Сербін, Оксана Юринець, Валентина Кирилова, Андрій Соломаха, Андрій Грущинський, Сергій Крушановський, Олександр Барабошко, Сергій Бойко, Роланд Франко, Ігор Курус та Ольга Нижник.